# Ialînivka, Berezne
Ialînivka (în ucraineană Ялинівка) este un sat în comuna Hrușivka din raionul Berezne, regiunea Rivne, Ucraina.

## Demografie
Componența lingvistică a localității Ialînivka
     Ucraineană (100%)
Conform recensământului din 2001, toată populația localității Ialînivka era vorbitoare de ucraineană (100%).